# Тронгейм
Тронге́йм, або Троннгейм (норв. Trondheim; [ˈtrɔ̂nː(h)æɪm] ( прослухати); колишня назва — Нідарос) — місто в Норвегії, розташоване біля гирла річки Нідельва. Третє за населенням місто країни після Осло і Бергена.

## Загальний опис
Адміністративний центр фюльке (района) Сер-Тренделаг.
Засноване в 997 році.
Давня столиця Норвегії (до 1217) і найбільший центр паломництва в Північній Європі (до мощей Олава Святого); стара назва — Нідарос. У пізнє Середньовіччя назва міста змінилася на Тронгейм, і ця назва була основною у данський період (1028—1035 рр.).
З 1449 до 1906 р. у Катедральному соборі міста проводили офіційні церемонії коронації королів Норвегії.
У 1930 повернута давня назва, Нідарос, але, після протесту жителів, уже в наступному, 1931 році місто знову стало Тронгеймом.
- Населення — 161,7 тис. осіб.
- Площа — 341 км²
- Щільність населення: 480 жителів на 1 км²

## Транспорт
Міжнародний аеропорт, що обслуговує Тронгейм, має назву Аеропорт Тронгейм, Вернес (норв. Trondheim lufthavn, Værnes), він розташований у селі Вернес, поблизу міста Стьєрдал (норв. Stjørdal), за 33 км від Тронгейму. На автобусі Flybussen можливо дістатися від Центрального залізничного вокзалу Тронгейма до аеропорту за 30 хв.
Основний міський транспорт Тронгейму — електричні автобуси (електробуси). Також діє трамвайна лінія.
У місті є залізничний та автобусний вокзали. Залізниця сполучає Тронгейм з Осло.

## Освіта
- Норвезький університет природничих та технічних наук

## Культура

### Визначні місця
- Нідароський собор
- Музей Рінгве
- Музей природничої історії і археології
- Художній музей Тронгейма
- Військовий музей (Тронгейм)
- Велосипедний підйомник Трампе

### Інше
- Triosphere — метал-гурт із Тронгейму, виконує музику в стилі прогресивного металу, створено 2004 року.
- Будинок літератури (Тронгейм)

## Персоналії
- Еміль-Гегле Свендсен — норвезький біатлоніст, триразовий чемпіон світу, дворазовий олімпійський чемпіон та срібний призер Олімпіади 2010 у Ванкувері.
- Йоганнес Гесфлот Клебо — норвезький лижник, олімпійський чемпіон (2018).

## Галерея

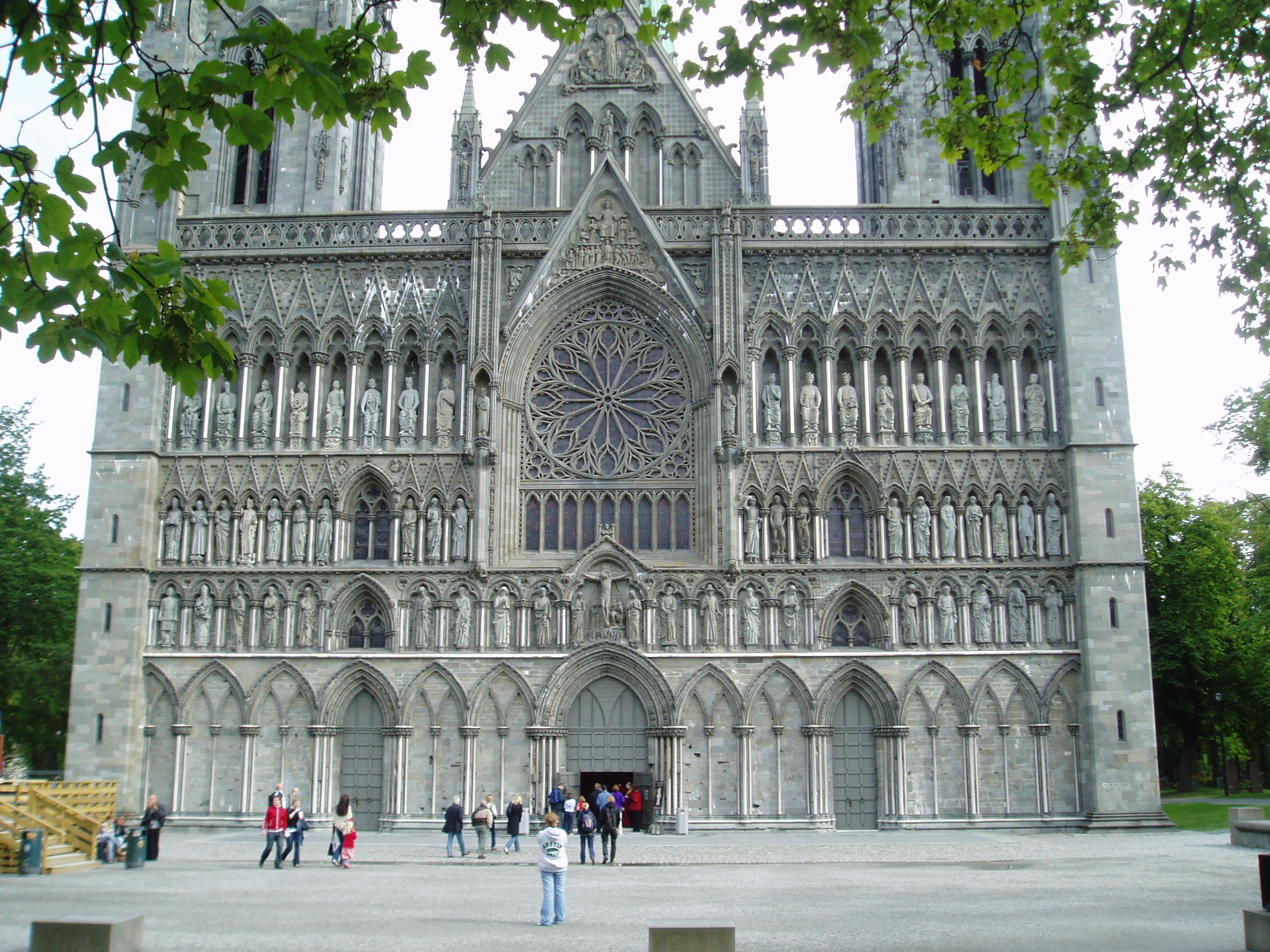
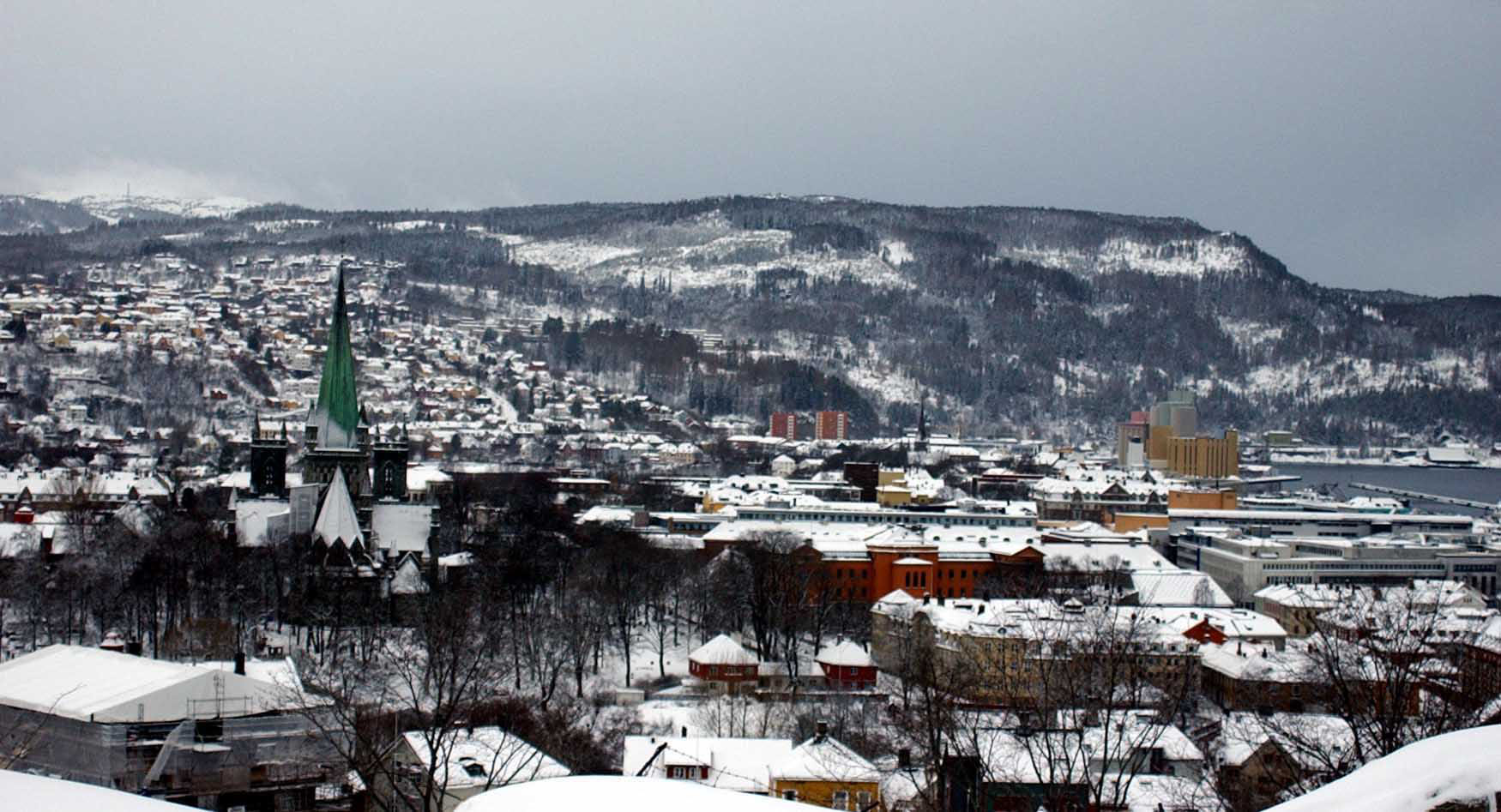
Панорама міста.
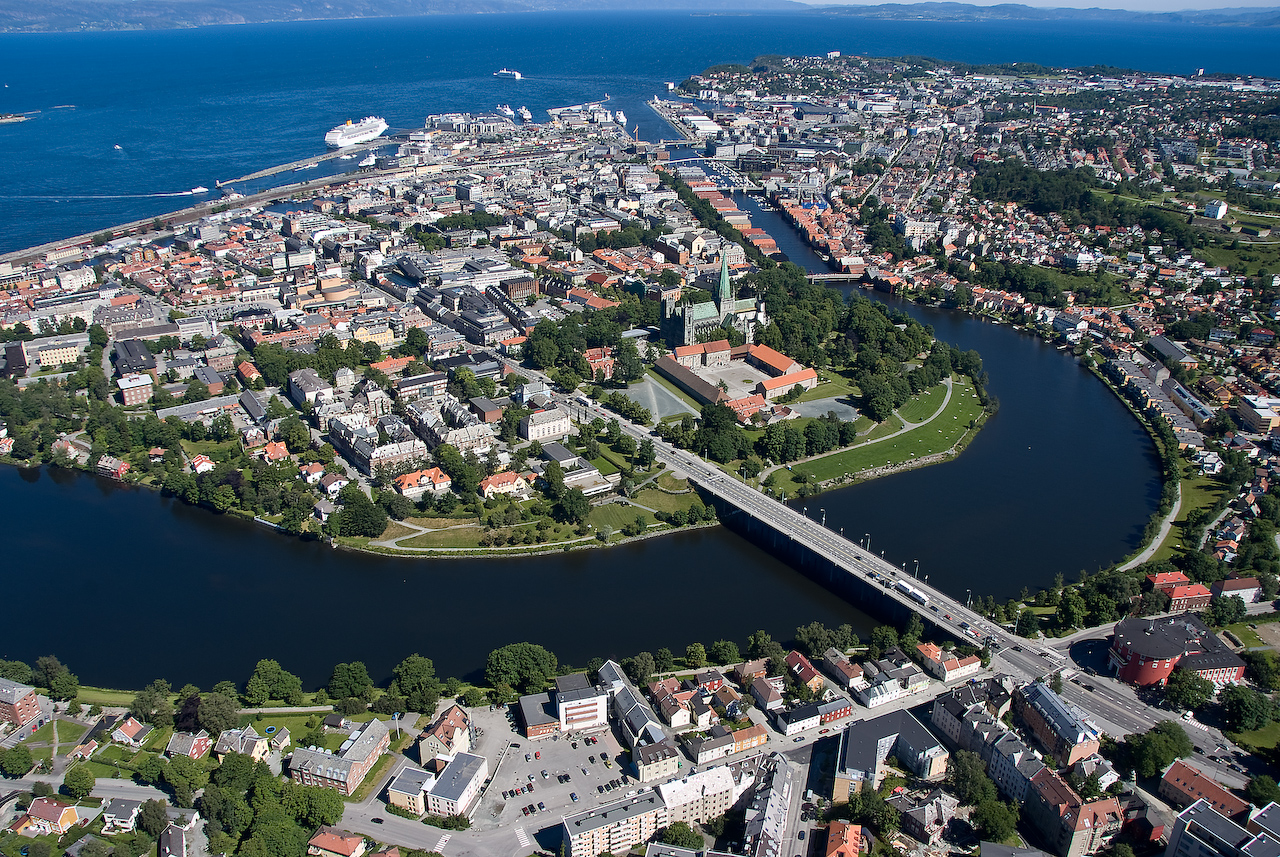
Тронгейм з висоти пташиного польоту (2008).
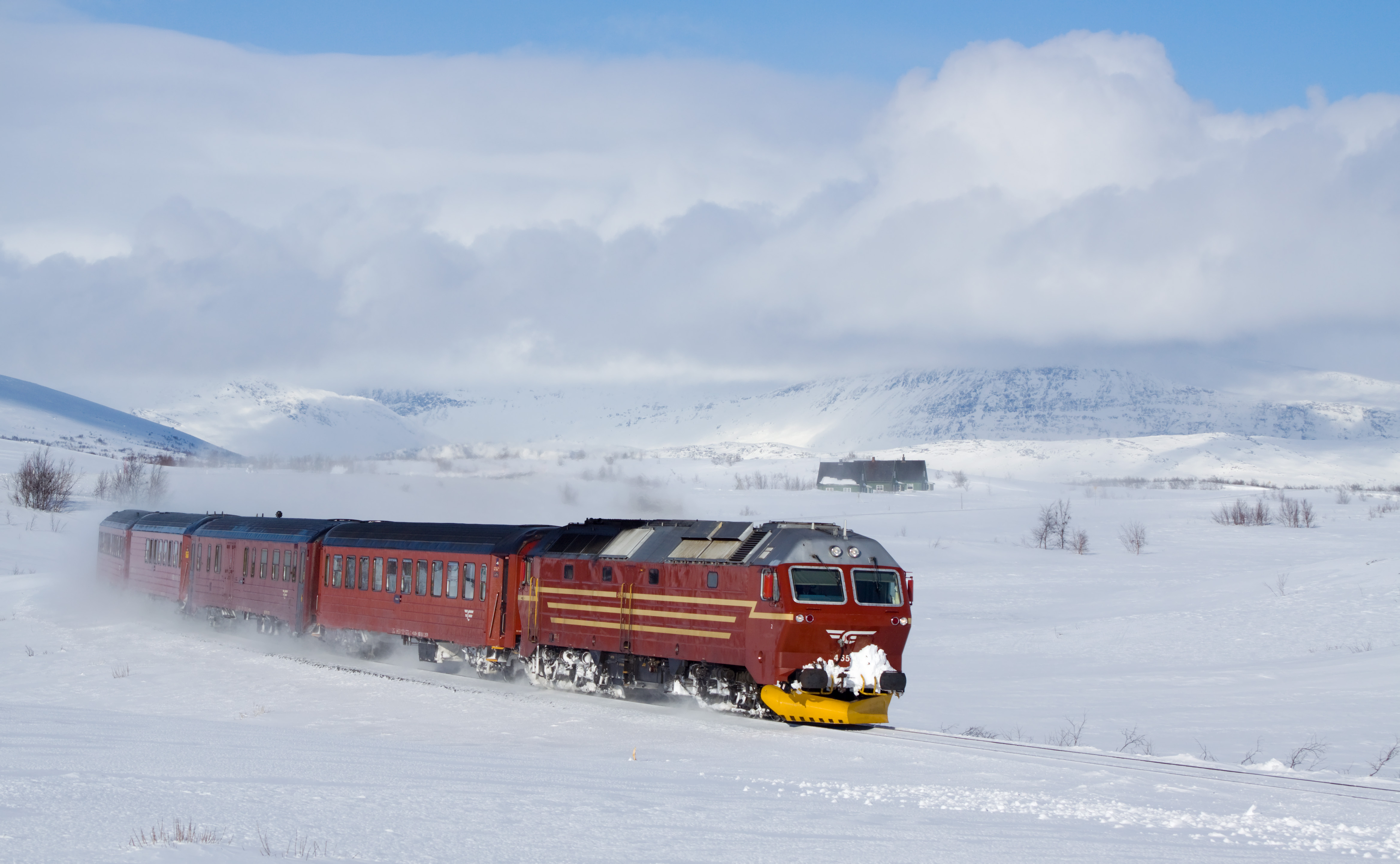
Денний поїзд із Буде до Тронгейма.
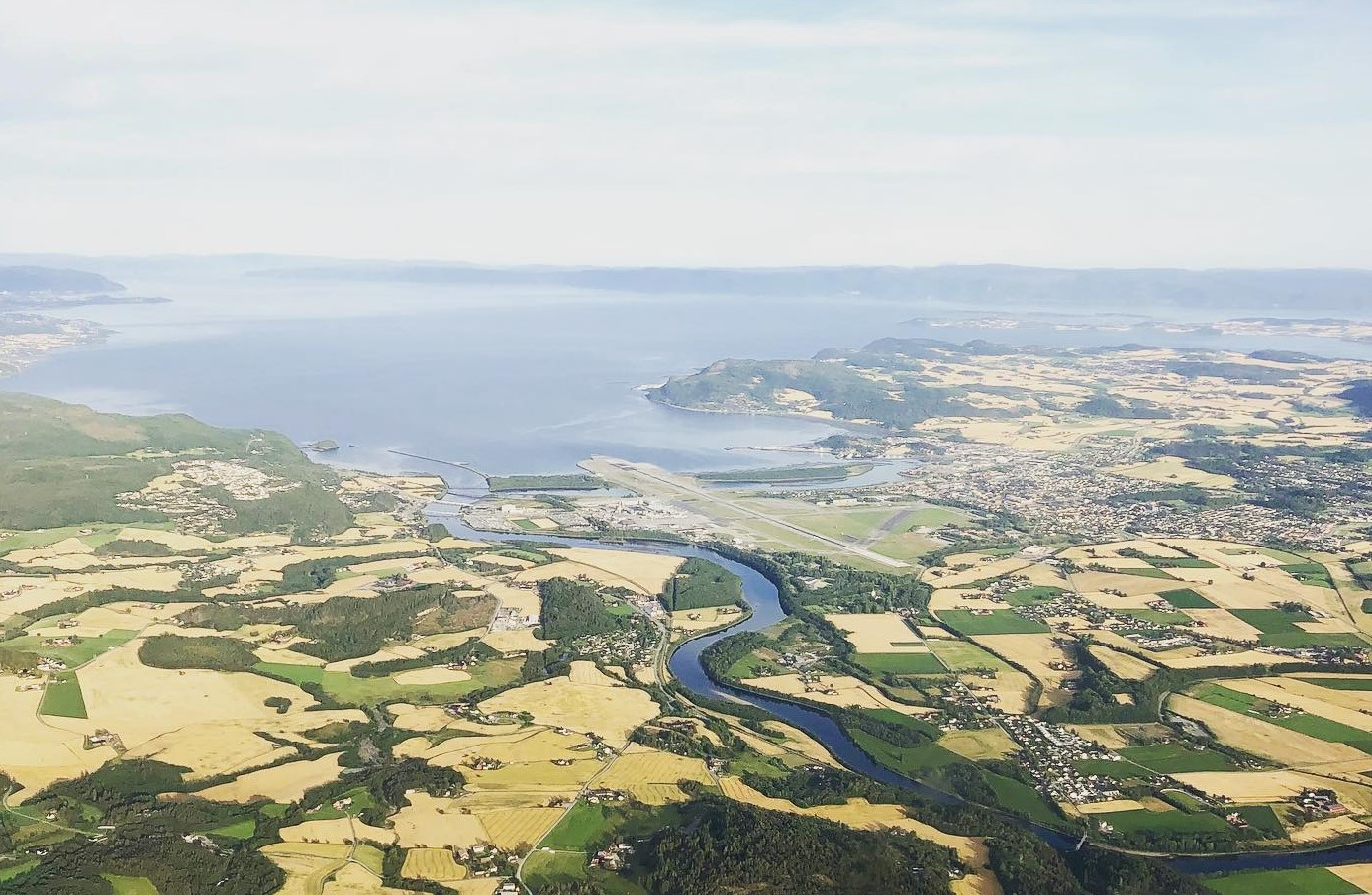
Вигляд на аеропорт та сусіднє місто Стьєрдал (норв. Stjørdal)